# Myrmica angusticollis
Myrmica angusticollis är en myrart som beskrevs av Oswald Heer 1850. Myrmica angusticollis ingår i släktet rödmyror, och familjen myror. Inga underarter finns listade i Catalogue of Life.